# Maravillosas aventuras de Antifer
"Maravillosas aventuras de Antifer" ("Mirifiques aventures de maître Antifer") es una novela del escritor francés Jules Verne aparecida de manera serial en  la "Magazine de ilustración y recreo" ("Magasin d’Education et de Récréation") desde el 1 de enero hasta el 15 de diciembre de 1894, y como libro en un volumen publicado el 26 de noviembre de ese mismo año.
Es la historia de un cazatesoros al que las pistas, que le llegan poco a poco, lo llevan desde Saint-Malo a Túnez, al Golfo de Guinea, a continuación a Edimburgo, a Spitsbergen (Svalbard) y, por último, a las costas de Sicilia. 

## Sinopsis
1831: El rico egipcio Kamylk-Bajá entierra sus tesoros entre las rocas de una isla, desconocida para su codiciosa familia. 
1862: En Saint-Malo, Pierre Antifer, bretón tan impulsivo como hosco, medita sobre un documento dejado a su padre por Kamylk-Bajá, a quien había salvado la vida. Este documento hace referencia a la latitud de una isla en la que hay un tesoro. Su sobrino, Juhel, sólo piensa en su próxima unión con Énogat, y teme las consecuencias de un posible viaje. 
Sin embargo, Pierre sólo tiene conocimiento de la latitud de la isla, y el de la longitud le llega por medio de una pista que le entregan el notario egipcio Ben Omar y su ayudante Nazim.
Con su sobrino Juhel y con un amigo, Pierre emprende la busca de la isla escondida, y, durante esta busca, habrán de hacer mucho empleo de conocimientos de geometría.
Una vez en la isla, situada en el Mar de Omán, tan sólo hallan un pergamino donde figura otra longitud. Siguiendo la pista, entran en contacto con un maltés que posee otro dato: otra latitud.
Así, los viajeros serán llevados a distintos lugares siguiendo las pistas que van encontrando.  

## Capítulos

### Primera parte
- I En el que un navío desconocido, con capitán desconocido, va en busca de un islote desconocido en un mar desconocido.

- II En el que se dan algunas explicaciones indispensables.

- III En el que un islote desconocido es transformado en una caja de caudales infranqueable.

- IV En el que Antifer y maese Gildas Tregomain, dos amigos que no se parecen en nada, son presentados al lector.

- V En el que Gildas Tregomain tiene el trabajo de no contradecir a Antifer.

- VI Primera escaramuza entre el Occidente y el Oriente, en la que el Oriente es bastante maltratado por el Occidente.

- VII En el que un primer pasante, de humor poco sufrido, se impone a Ben Omar con el nombre de Nazim.

- VII En el que se asiste a un cuarteto sin música en el que Gildas Tregomain consiente en tomar parte.

- IX En el que un punto de uno de los mapas de Antifer es minuciosamente señalado con lápiz rojo.

- X Que contiene la relación rápida del viaje del steamer Steermans, de Cardiff, entre Saint-Malo y Puerto Saíd.

- XI En el que Gildas Tregomain declara que su amigo Antifer podría muy bien acabar por volverse loco.

- XII En el que Sauk se decide a sacrificar la mitad del tesoro de Kamylk-Bajá a fin de asegurar la otra mitad.

- XIII En el que maese Tragomain navega felizmente en un barco del desierto.

- XIV En el que Antifer, Gildas Tragomain y Juhel pasan un día fastidioso en Sohar.

- XV En el que Juhel toma la altura por mandato de su tío y con el más hermoso tiempo del mundo.

- XVI Que demuestra de un modo categórico que Kamylk-Bajá llevó sus excursiones marítimas hasta los parajes del Golfo de Omán.

### Segunda parte
- I Que contiene una carta de Juhel a Énogate en la que se relatan las aventuras de las que fue héroe Antifer.

- II En el que el colegatario de Antifer es presentado al lector en las formas exigidas por la costumbre.

- III En el que Antifer se encuentra frente a una proposición tal que huye a fin de no responder a ella.

- IV En el que el terrible combate entre el Occidente y el Oriente se decide a favor de este último.

- V En el que Ben Omar compara los dos medios de locomoción: el del camino por tierra y el del camino por mar.

- VI En el que se cuentan los sucesos ocurridos durante el viaje de Bône a Argel  en ferrocarril y de Argel a Dakar en paquebote.

- VII Que cuenta los diversos incidentes acaecidos desde la llegada a Dakar hasta la llegada a Loango.

- VIII Donde se demuestra que ciertos pasajeros no están hechos para embarcarse en una nave africana.

- IX En el que maese Antifer y Zambuco declaran que no habrán de marcharse sin haber visitado el islote que les ha servido de refugio.

- X  En el que las narices de maese Antifer y de Zambuco acaban por alargarse desmesuradamente.

- XI En el que maese Antifer y sus compañeros atienden a un sermón del reverendo Tyrcomel que no es para deleite de ellos.

- XII Durante el que se ve que no es empresa fácil hacer decir a un clérigo aquello sobre lo que ha tomado la determinación de callar.

- XIII Al final del cual se verá desaparecer al tercer personaje, también llamado «traidor», de esta historia tragicómica.

- XIV En el que maese Antifer recoge un nuevo documento firmado con el monograma de Kamylk-Bajá.

- XV En el que se verá al dedo de Énogate describir una circunferencia y cuáles serán las consecuencias de tan inocente entretenimiento.

- XVI Capítulo que habrán de consultar aquellos de nuestros nietecitos que vivan unos centenares de años después que nosotros.

## Temas vernianos tratados

### Geometría ycriptografía
El encontrar lugares con pistas suele ser común en la literatura verniana. Ya en su cuarta novela, "Los hijos del capitán Grant", Verne lleva a sus protagonistas a dar la vuelta al Globo alrededor del paralelo 37° austral, ayudados por una nota incompleta escrita en varios idiomas. Existe gran similitud entre ambas historias.